# Paragraph-64-Methode
Eine Paragraph-64-Methode ist in Deutschland eine Analyse für Lebensmittel, Kosmetika und Bedarfsgegenstände und andere Stoffe, wie in §2 LFBG Absatz 2, 3, 5 und 6 definiert. Diese sind in der amtlichen „Sammlung von Verfahren zur Probenahme und Untersuchung“ (ASU) gemäß § 64 LFBG aufgelistet.

## Beispiele
Für die Bestimmung des Fettgehalts von Milch und Milchprodukten sind in der Sammlung mehrere Methoden angegeben (Auswahl):

Mojonnierkolben zum Dekantieren der organischen Phase beim Röse-Gottlieb-Verfahren

- Weibull-Stoldt
- Röse-Gottlieb
- Schnellmethode nach Gerber